# Фекенщет
Фекенщет (на немски: Veckenstedt) е от 1 януари 2010 г. част от общината Нордхарц в Саксония-Анхалт, Германия с 1423 жители (към 31 декември 2009).
Намира се на река Илзе на ок. пет километра североизточно от Илзенбург.
- Църква във Фекенщет